# Luang Prabang

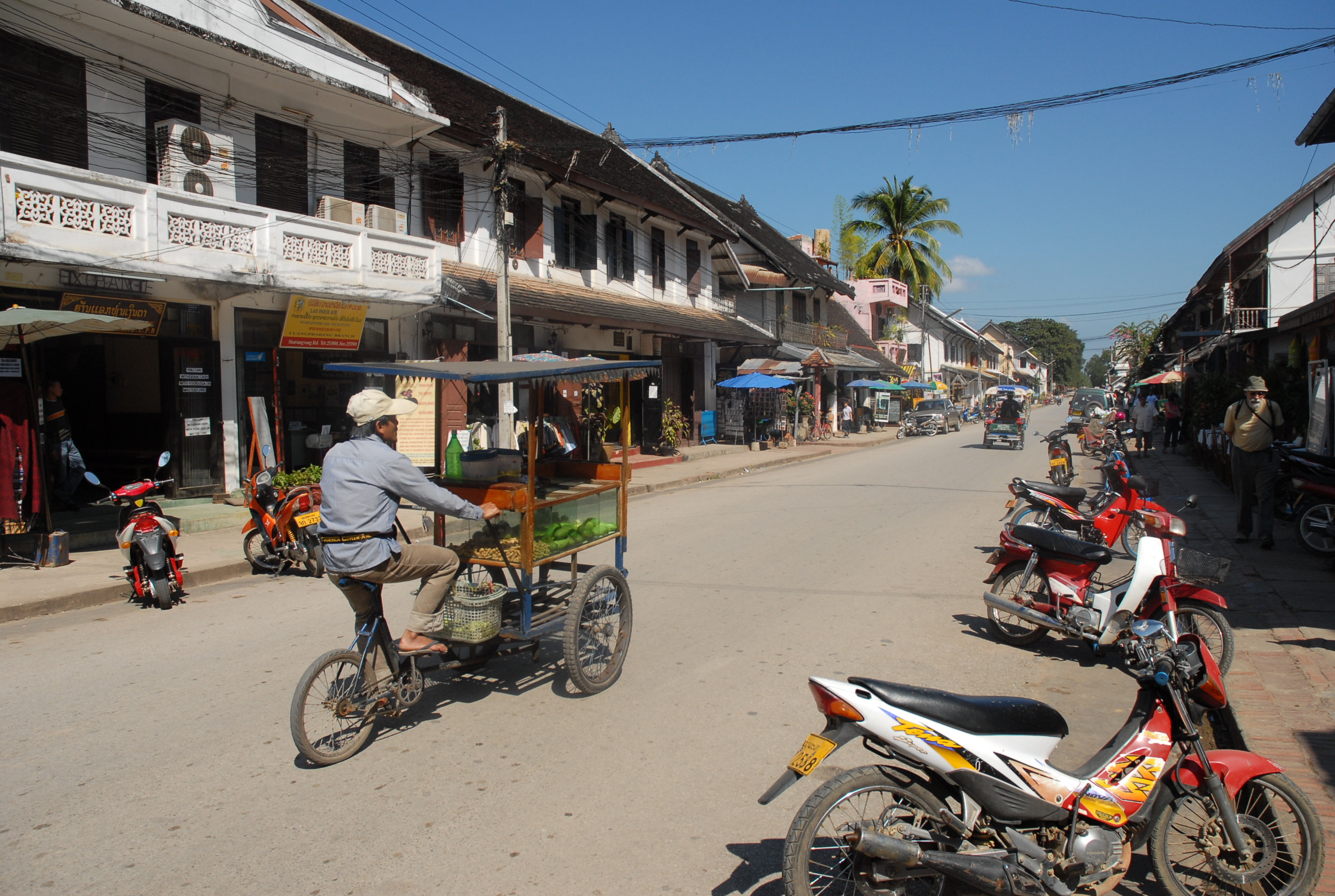
Una calle de Luang Prabang.

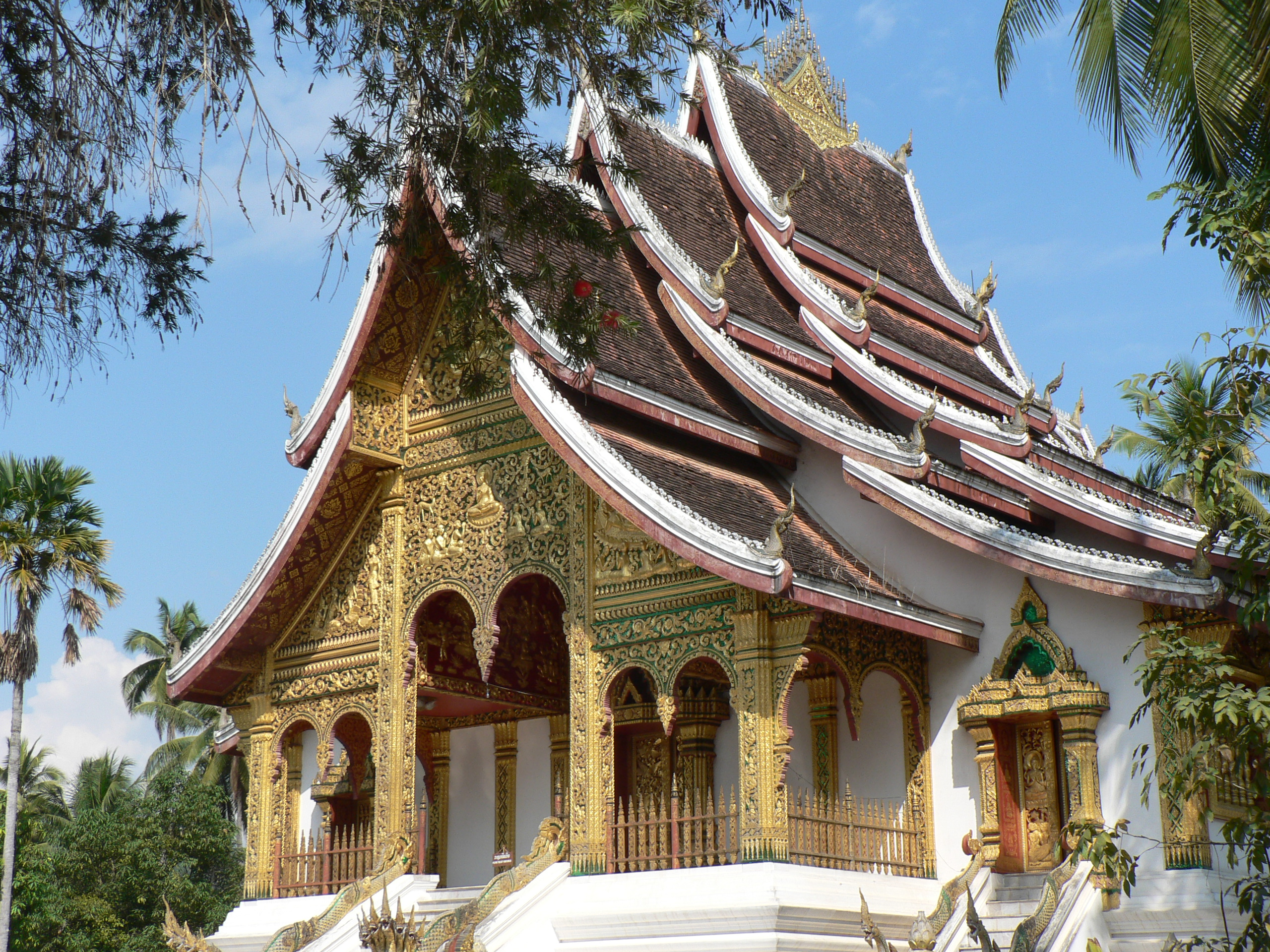
Templo Budista, característico de Luang Prabang.

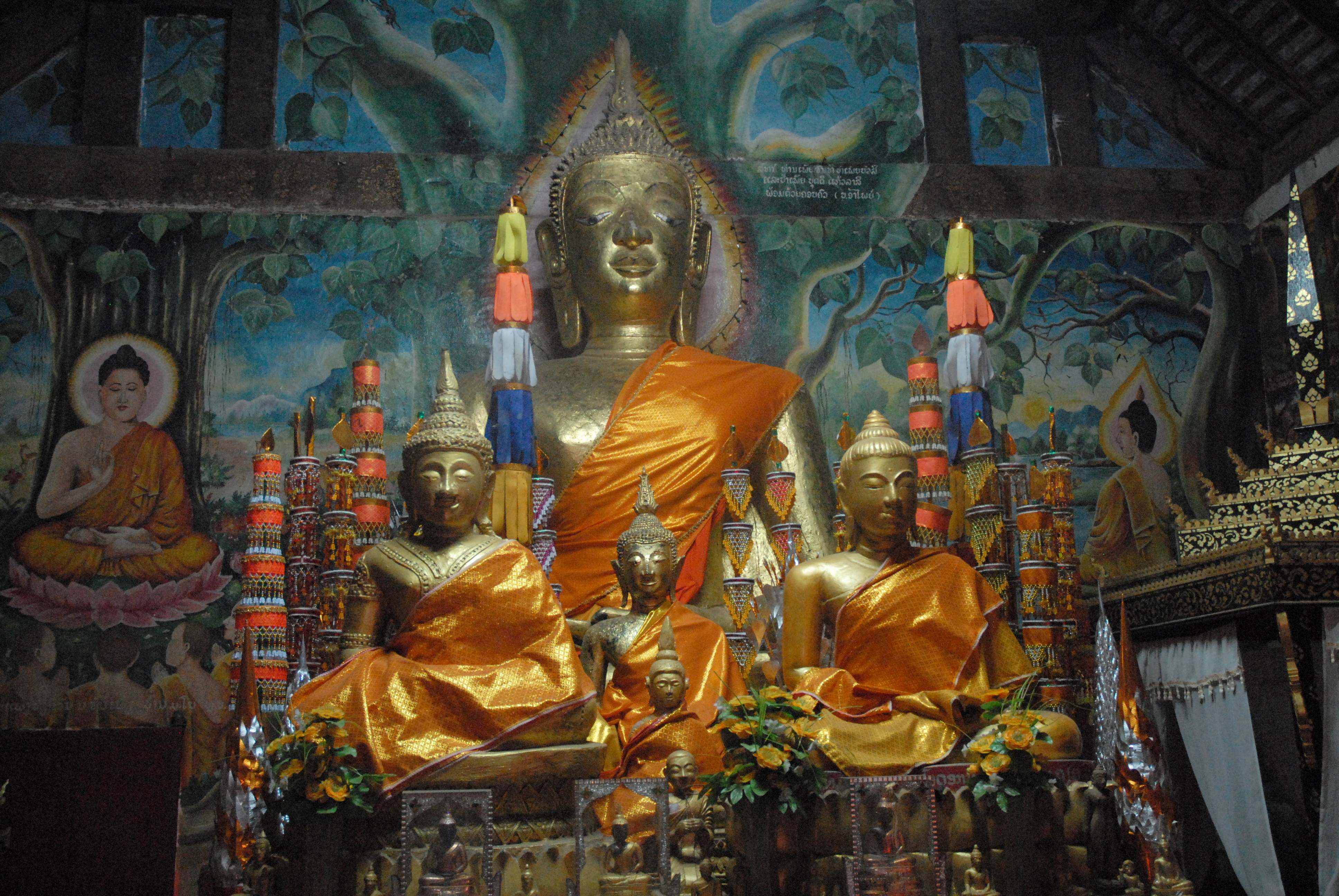
Estatua de Buda y un templo de la ciudad.

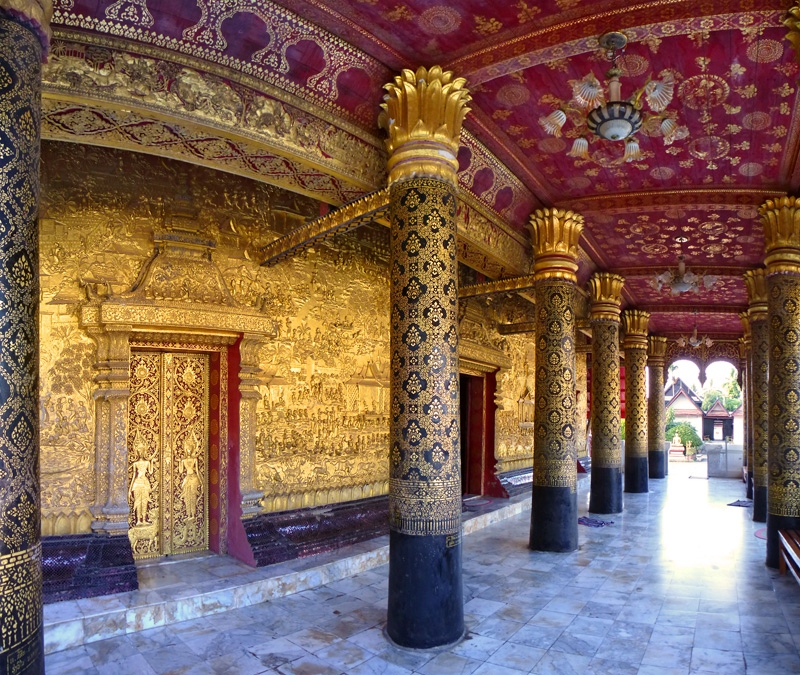
Entrada del templo Wat Mai.

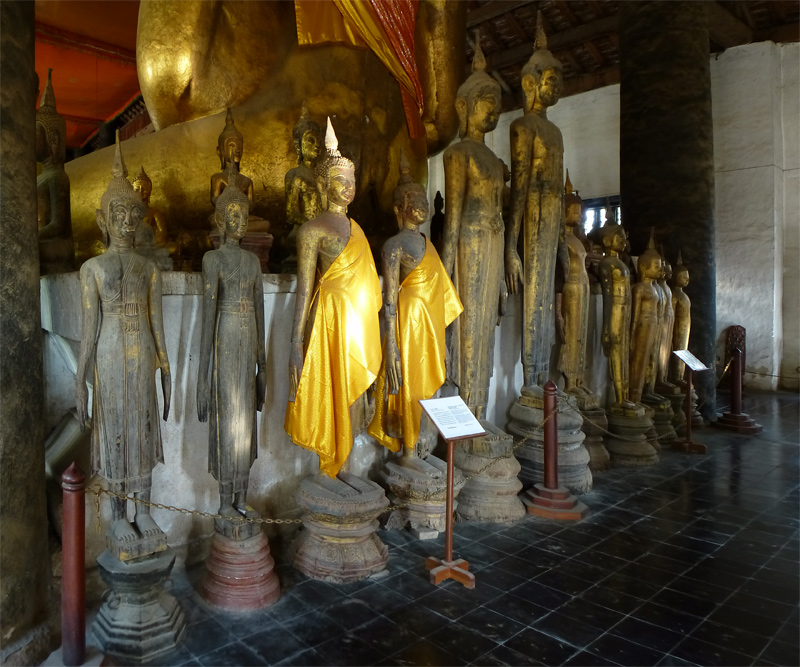
Estatuas de Buda en el templo Wat Visoun.

Luang Prabrang es una ciudad de Laos, capital y mayor ciudad de la provincia homónima. Es famosa por sus templos de origen budista, antiguamente capital del reino de Lang Xang. Es la tercera ciudad de Laos, después de la capital Vientián, y Savannakhet, en cuanto a población. La ciudad es el principal centro religioso, espiritual, y turístico del país. Cuenta con 77.000 habitantes, la mayoría practica el budismo, en la ciudad se encuentran más de 50 templos, que son mezcla de la arquitectura budista y el colonialismo francés, y de los cuales se dicen, son los más bellos templos del sureste de Asia. En 1995 la Unesco nombró a la ciudad como el primer Patrimonio de la Humanidad de Laos. Luang Prabang fue la primera capital del país, ostentando el título hasta la caída del Reino de Laos en 1975. Cuenta con un aeropuerto internacional. Se encuentra al norte del país, rodeada de montañas, y de los ríos Mekong y Nam Khane.

## Introducción, nombre y localización
Luang Prabang, también conocida como Louangphrabang, es una ciudad de Laos, situada a 425 kilómetros al norte de la capital Vientián, es un puerto fluvial del río Mekong y capital de la provincia homónima. Cuenta aproximadamente con 77.000 habitantes. La ciudad se convirtió en la primera capital del país a partir del Siglo XIII.
Su nombre proviene de una estatua de oro representando a Buda, que el Rey recibió como regalo departe del monarca, Jemer, llamada Pha Bang que derivó en Prabang, y Luang significa "Gran" o "Real".
La ciudad está situada en el centro-norte de Laos, en una región muy montañosa, y rodeada del río Mekong, y el río Nam Khane. El Monte sagrado Phousi, es el más grande, cercano a la ciudad.

## Geografía y vista de la ciudad
La ciudad de Luang Prabang está rodeada de zonas boscosas, pues más del 50% del territorio de Laos, está conformado por bosques, el área donde se localiza la ciudad es tropical, hay mucha humedad, proporcionada por los ríos que igualmente rodean a la ciudad, el Mekong y el Nam Khan.
El núcleo urbano, es regido por los principios religiosos budistas. Comercios, viviendas, y algunos templos, están alineados a la orilla del río Mekong. En la ciudad se encuentra una pequeña muralla que marca el límite de la antigua ciudad, es decir la antigua real capital de Laos. El principal elemento esencial de la ciudad, son los templos budistas, bibliotecas antiguas, monasterios, capillas y santuarios. La arquitectura doméstica siempre ha sido la madera, junto al ladrillo usado en época colonial, que dan a la ciudad un aspecto muy cultural y religioso.

## Historia y cultura

### Historia
Según escrituras, la fundación de Luang Prabang, data desde el año 698, por el príncipe tai, Khun Lo, bajo el nombre de Muang Sua. La ciudad empezó a poblarse de monjes budistas, de la rama therevada. Con el paso del tiempo, el pueblo tomó cierta importancia en la región en cuanto a religión. Sin embargo el proceso del crecimiento de la ciudad fue demasiado lento.
Cuando Fa Ngum, el príncipe Lao, se casó con la hija del Rey jemer de Ángor, Jayavarman Paramesvara, a mediados del siglo XIV, fundaron el reino independiente de Lan Xang, "El Reino del Millón de Elefantes", Muang Sua, hoy Luang Prabang, se convirtió en la capital. En el siglo XVI el reino de Lan Xang alcanzó su máxima expansión, al ganar la corona de Chiang Mai, sin embargo, después de una amenaza de intervención birmana en el reino, el Rey Setthathirath traslada la capital de "El Reino del Millón de Elefantes", a la ciudad de Vientián. La ciudad toma su nombre actual "Luang Prabang". Es ahí donde empieza a tomar más importancia, pues a pesar de que la ciudad dejó de ser la capital del reino de Lan Xang, se convirtió en el principal centro religioso de la región, además de ser el principal punto económico del reino.
En 1700, un sobrino del rey Souligna Vongsa, accedió al trono del reino, gracias a la ayuda vietnamita. Tras no tolerar el mandato vietnamita, en 1707, Laos se dividió en los reinos de Luang Prabang y Vientián y el principado de Champasak. Luang Prabang se convirtió nuevamente en la capital de una de las divisiones de Laos y, como tal, fue saqueada en tres ocasiones, en los años de 1753, 1774 y 1791. En 1778, Siam logró conquistar el reino de Vientián y Luang Prabang se vio forzado a reconocer la soberanía siamesa. Luang Prabang se convirtió en la capital "real" de Laos, después de su unificación, pues la ciudad de Vientián, era la capital administrativa del país, desde 1950 hasta 1975, cuando el país se convirtió en república y la ciudad de Vientián, se convirtió en su única capital. Actualmente, Luang Prabang es la capital de la provincia homónima. Fue nombrada Patrimonio de la Humanidad por la Unesco en el año 1995.

### Personajes ilustres
Souvanna Phouma- Nació en Luang Prabang, el 7 de octubre de 1901, murió en Vientián, el 10 de enero de 1984 fue líder de la facción neutralista y primer ministro del Reino de Laos en cuatro ocasiones (1951 – 1952, 1956 – 1958, 1960 y 1962 – 1975).
Nació dentro de la familia virreinal de Luang Prabang, fue hijo del príncipe Bounjong y sobrino del Rey de Laos Sisavang Vong.
Junto con su hermano, el príncipe Phetsarath Rattanavongsa y su hermanastro, el príncipe Souphanouvong, se involucraron en la política del reino al final de la Segunda Guerra Mundial, al mismo tiempo que fue establecido Lao Issara con el fin de contrarrestar la ocupación francesa.
Souphanouvong o Sufanuvong- Nació Luang Prabang el 13 de julio de 1909, murió en Vientián, el 9 de enero de 1995, fue un político laosiano; uno de los "Tres Príncipes" (junto con sus hermanastros, el príncipe Souvanna Phouma y el príncipe Boun Oum de Champasak) que representaron respectivamente las facciones políticas comunista (provietnamita), neutralista y realista de Laos; y primer presidente de Laos desde diciembre de 1975 hasta agosto de 1991.

### Cultura
Principalmente la vida de los habitantes de Luang Prabang, como la mayoría de los habitantes de Laos, está regida por los principios de la religión budista.
Luang Prabang, es conocida como la "ciudad de los mil templos", ya que tiene gran cantidad de ejemplos de arte y arquitectura budista, al igual que la capital laosiana, Vientián.
El Palacio del Rey y el sepulcro de That Luang, son los edificios más interesantes y emblemáticos de Laos. El idioma lao, es la lengua más hablada en la ciudad. Los residentes de Luang Prabang usan cinco tonos: medio descendiente ascendente, bajo ascendente, medio, alto descendente y medio ascendente.

## Turismo
Luang Prabang dejó de ser la capital de Laos en 1545, cuando se trasladó la capital a Vientián, sin embargo, la ciudad continuó siendo el principal centro religioso y espiritual del país.
Luang Prabang es el principal centro turístico de Laos, las calles coloniales, los edificios de modelo francés, mezclados con más de 50 templos budistas, son el principal panorama de la ciudad.
El templo más bonito de Luang Prabang es Vat Xiengthong. Fue construido en 1560 y está situado en el extremo de la península que forma la confluencia del río Mekong y el Nam Khan.
Sin embargo el templo más antiguo fue construido en 1513, y es llamado Vat Visounarath.
A 30 km de Luang Prabang se encuentran las cascadas de Kuangsi.

### Edificios y monumentos
Los templos de la ciudad de Luang Prabang, están considerados como los más bellos del sureste asiático, en la actualidad se conservan aproximadamente 50, de los cuales destacan por ser los más emblemáticos:
Templo Wat Xieng Thong- Fue construido durante el siglo XVI por el Rey Saysethathirath, es un gran ejemplo de la arquitectura budista y quizá, el templo más interesante de toda la ciudad. En el templo se encuentran, fachadas doradas, tejado triplemente solapado, murales de colores, y mosaicos de cristales, es considerado uno de los más hermosos templos de todo el continente, Asia. El templo, antiguamente, era usado para ceremonias reales y en él se encuentran los huesos del rey Sisavangvong.
Museo Nacional- Antiguamente era el Palacio Real. Fue construido entre 1904 y 1909, por el Rey Sisavangvong, es el actual museo nacional. Entre los principales atractivos del edificio, se encuentran antiguos objetos de la Familia Real, fotografías, bellos instrumentos de música, y regalos a la nación Laosiana, hechos por otros países. También se encuentran numerosos objetos religiosos, y almacena la historia de Luang Prabang, como capital de Laos.
Se contempla también el llamado Pha Bang (Del cual proviene el nombre de la ciudad, Luang Prabang), que es un Buda de pie, hechos de metales preciosos. También se puede apreciar la sala del trono real.
Templo Wat Mai- Fue construido en el año de 1796, modelo tradicional laosiano. En la entrada del templo se aprecian magníficos tallados de madera y murales de láminas de oro puro. Es principalmente famosos por relieves bajos decorados, que cuentan una de las reencarnaciones de Buda. En el templo se realizan ceremonias de purificación, principalmente la del Primai Lao el Prabang, donde la imagen sagrada de Buda, es transportada desde el Musueo Nacional hasta el templo.
Templo Wat Visoun- El rey Visounarath, construyó el templo en 1503, el nombre del templo es en honor a su nombre. Tiene una hermosa e inusual estupa de extraña forma esférica.

## Patrimonio de La Humanidad
Desde el 2 de diciembre de 1995, la Unesco la incluyó en su lista de Patrimonio de La Humanidad, gracias a la conservación de una mezcla tradicional laosiana, y de la arquitectura colonial francesa. En la ciudad se encuentran más de 50 templos budistas, algunos construidos antes del colonialismo francés.

### Atractivos cercanos

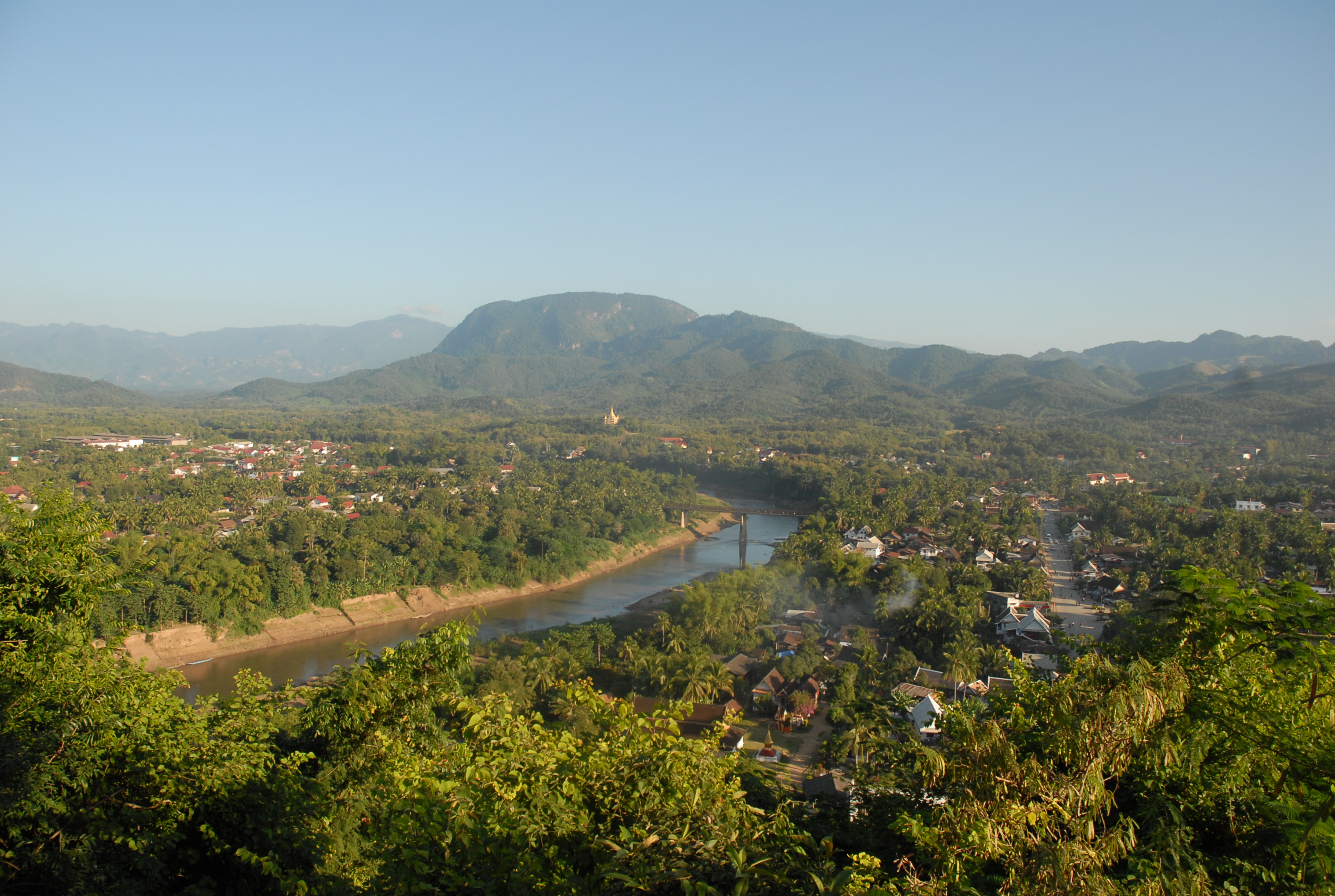
El río Nam Khan a su paso por Luang Prabang.

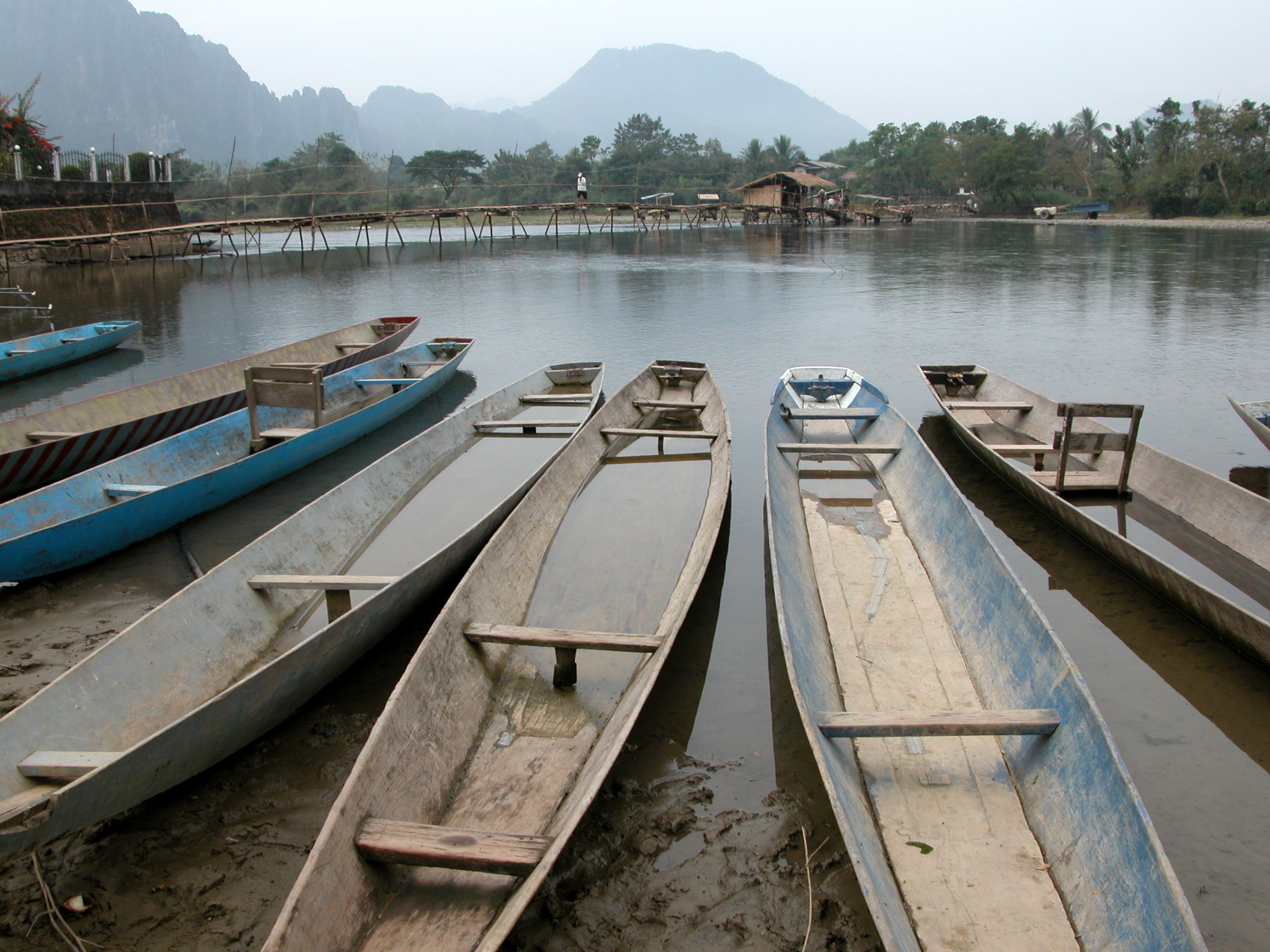
Puerto Fluvial del Río Mekong.

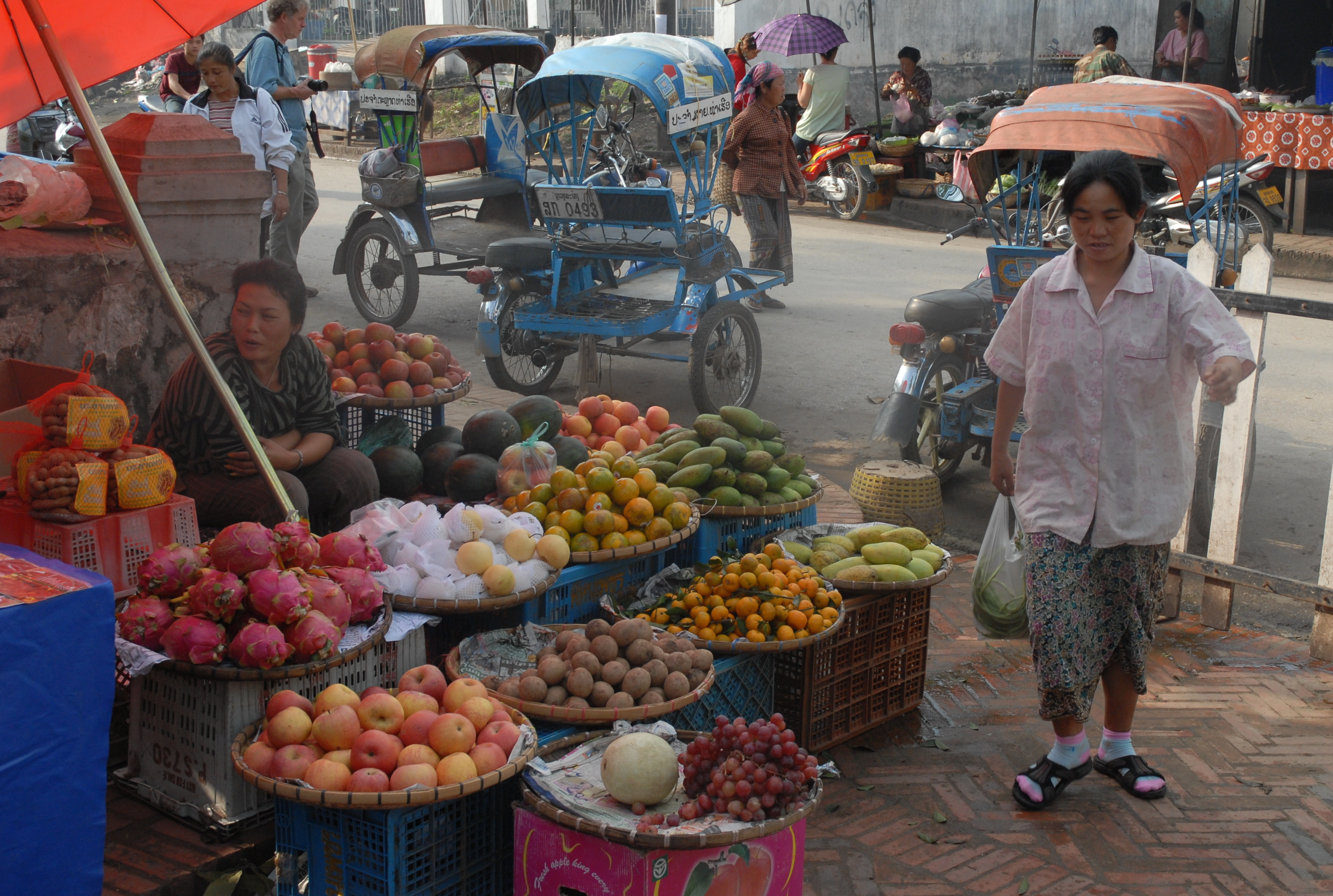
Comercio de Luang Prabang

Cuevas Pak Ou- Están situadas a corta distancia de Luang Prabang, en el río Mekong. Es un santuario subterráneo cavado en un enorme precipicio, donde se almacenan más de 1000 estatuas de Buda, que han sido veneradas durante siglos. En las cuevas se realizan procesiones y peregrinaciones durante los grandes festivales laosianos.
Catarata Tad Kouang Si- Es una hermosa cascada, localizadas a escasos 30 km de Luang Prabang. Es caracterizado por su bella naturaleza, animales y flores, sin olvidar el ambiente tranquilo que caracteriza a todo el país.

Templo Wat That Chomsi- Está localizado en el corazón de Luang Prabang, en lo alto del monte Phou Si, es una bella estupa construida en 1804, durante el reinado de Anourouth. Es uno de los principales símbolos de trascendencia espiritual en Laos. Desde lo alto, se puede contemplar los principales puntos de Luang Prabang. Llama la atención la vista del Museo Nacional, y numerosos tejados de templos budistas, característicos de la ciudad. También es impresionante ver, el asombroso paisaje montañoso de la región.

### Economía
La ciudad, es uno de los principales puntos económicos de Laos. Es el principal centro turístico del país, y de ingresos. Más de la mitad de la población, vive de la agricultura. Se cultiva principalmente el arroz glutinoso, producto indispensable en el hogar laosiano. Como puerto fluvial del río Mekong, Luang Prabang representa un importante centro de intercambio comercial de productos como el arroz, el hule, y la madera de teca. El comercio, es una de las principales actividades económicas de la ciudad, el centro suele llenarse los fines de semana, por puestos de mercado. Las artesanías budistas, y la comida, es lo principal que se vende. La pesca, en el río Mekong, no suele ser importante para la población.

## Población y educación
Luang Prabang es la tercera ciudad de Laos, después de la capital Vientián y de la ciudad de Savannakhet, cuenta con 77,000 habitantes.
En Luang Prabang, se encuentran muchas etnias distintas, tales como los Lao Loum, Kamu y Hmong, las cuales son frecuente ver junto a los monjes en las calles de la ciudad.
Una de las principales ceremonias de la ciudad es el "Binthabat", los monjes, en la mañana, recorren las calles de la ciudad, con cuencos, en silencio. Para ganar méritos, los pobladores de la ciudad, depositan arroz glutinoso, o algún otro alimento como fruta.
Gracias a largos años de conflictos y guerras civiles, la educación en Laos se empezó a desarrollar a finales de la década de los 70 y principios de los 80.
En Luang Prabang se encuentra una Escuela Universitaria Técnica Regional, aunque la mayoría de las escuelas, carecen de los principales elementos que debe tener una buena escuela.

## Transporte
El principal servicio de transporte de la ciudad es el Aeropuerto Internacional de Luang Prabang con vuelos a las ciudades de Bangkok, Hanói, entre otras.
La ciudad es conectada, mediante al transporte terrestre, por carreteras con las ciudades de Vientián y Phongsaly. 
El principal transporte de los habitantes de la ciudad, suele ser las bicicletas, es normal observar en las calles, numerosas bicicletas.

## Costumbres y religión
En el ámbito social, el saludo adoptado en general es el nop, consiste en juntar las manos en actitud a la altura del pecho, sin tocar el cuerpo. Mientras más alto estén las manos, más es el grado de respeto, sin embargo, nunca deben estar encima de la nariz.
Es una costumbre quitarse los zapatos, cuando se entra en un templo budista, o a una casa ajena.
No es costumbre llevar regalos cuando se hace una visita.
Cuando a los invitados se les sirve un refrigerio, es causa de ofensa que estos, no tomen ni una pequeña cantidad.
En cuanto a la comida, el arroz es el principal alimento en el hogar. También se cocina el pescado, los huevos, el pollo y el cerdo, entre otros. El té y el café destacan entre las principales bebidas.
El matrimonio es llevado a cabo, generalmente, en la casa de la novia. La hija más pequeña de la familia, no suele casarse, pues permanece con sus padres, para cuidarlos hasta su último día.
En Luang Prabang, y en la mayoría de las poblaciones de Laos, las familias suelen ser grandes, en una vivienda viven en promedio 7 personas.
Las fiestas oficiales son:
- Año Nuevo Internacional- 1 de enero
- Pi Mai (Año Nuevo Laosiano)- Calculado con el calendario lunar, por lo general en mayo.
- Día del Trabajo- 1 de mayo
- Día Nacional- 2 de diciembre

Las fiestas religiosas:
- Boun Bang Fai- Celebración del nacimiento, iluminación y muerte de Buda
- Khao Phansa- Advenimiento de la cuaresma budista
- Ork Phansa- Fin de la cuaresma budista

 Religión 
Claro está que la mayoría de los habitantes de Luang Prabang son budistas, el 85% de los pobladores de Laos practican el budismo. El Therevada es la principal corriente del budismo en Luang Prabang. Esta corriente pretende perpetuar las enseñanzas y la prácticas verdaderas de Buda. La organización del Therevada, reposa en el principio de las instrucciones originales de Buda. El budismo, influye de gran manera en la vida cotidiana, no sólo de los pobladores de Luang Prabang, si no de la mayoría de la población de Laos.